# Anne Krohn
Anne Krohn (Stralsund, 19 de noviembre de 1983), actualmente Anne Domroese, es una jugadora de voleibol y voleibol de playa alemana.

## Carrera

### Carrera de voleibol de interior
Krohn aprendió a jugar voleibol en la HSG Universidad de Greifswald. Jugó en el equipo de segunda división del VT Aurubis Hamburg, con el que ganó el título de campeón de la Segunda Bundesliga Norte en la temporada 2011/12. En 2016 pasó de las Ostbek Cowgirls a la  división Stralsunder Wildcats. En la temporada 2019/20, el equipo ocupó el primer lugar de la tabla. Sin embargo, debido a la demolición poco antes del final de la temporada, se contó el campeonato.
En la temporada 2016/17 de segunda división fue nombrada la jugadora más valiosa de la 2. Bundesliga Norte. También terminó la temporada 2020/21 de segunda división como la jugadora más valiosa de la liga con diez medallas (7 de oro, 3 de plata) en 23 partidos.

### Carrera de voleibol de playa

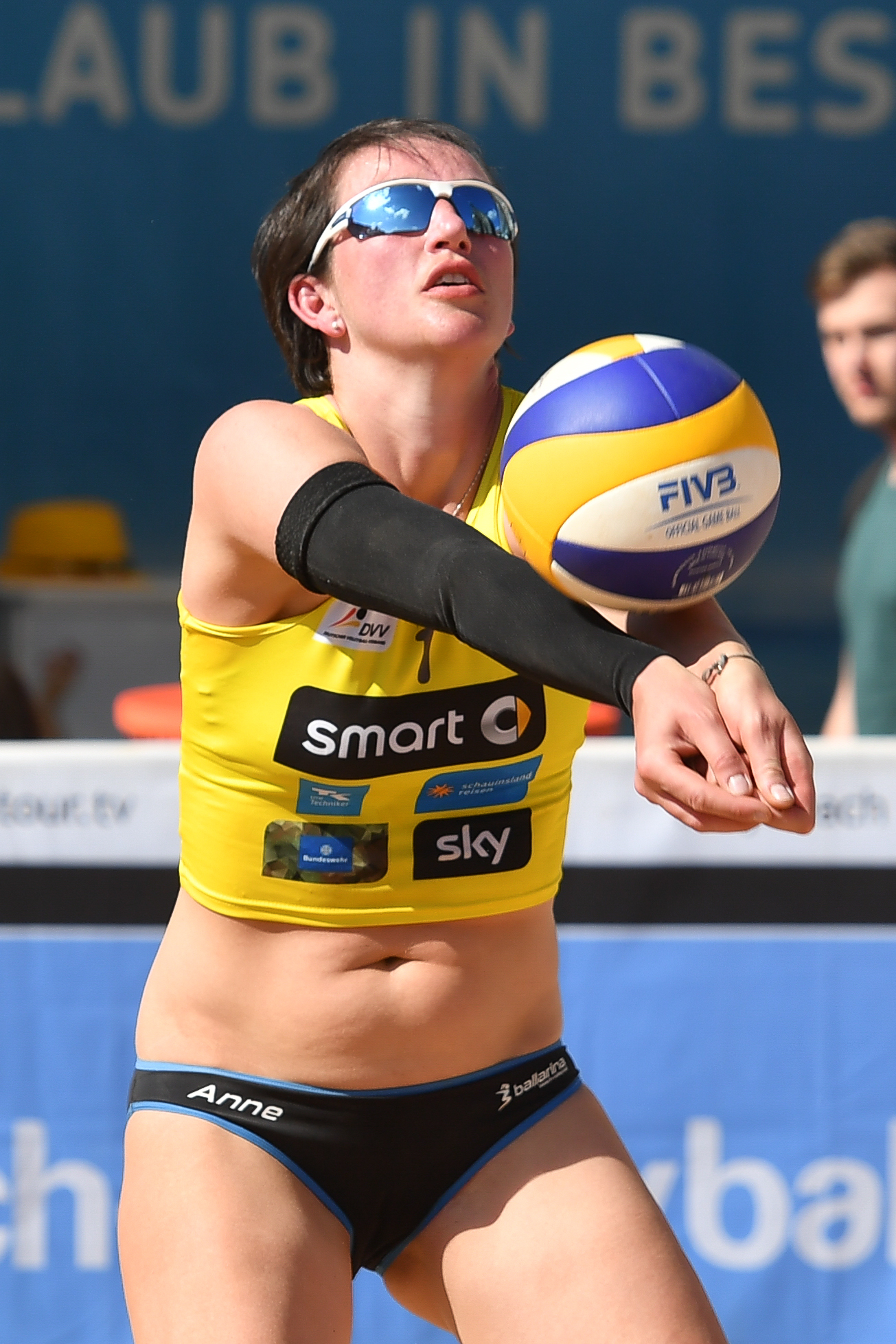
Krohn en el Smart Beach Tour en 2017.

Krohn participa activamente en el voleibol de playa en el German Beach Tour y otros torneos nacionales.
De 2014 a 2016 jugó junto a Swantje Basan. Con Melanie Gernert alcanzó el tercer lugar en la Smart Beach Cup en Núremberg en 2015. En 2017, Valeria Fedosova fue su pareja. En 2018 jugó con Anika Krebs y obtuvo el quinto lugar en el campeonato alemán en Timmendorfer Strand. De 2019 a 2021, Anna Behlen fue su pareja, con quien obtuvo el tercer lugar en el Techniker Beach Tour (anteriormente el German Beach Tour) en Dresde y ganó en Zinnowitz. En el campeonato alemán de 2019, Behlen/Krohn terminó quinto. En la primavera de 2021, Krohn compitió en la segunda edición del German Beach Trophy con Melanie Gernert, ganando la final de los playoffs en Düsseldorf contra Laboureur/Schulz. En el verano, Behlen/Krohn obtuvo el quinto y segundo lugar en las clasificatorias en Timmendorfer Strand al German Beach Tour 2021 en Düsseldorf, el tercer lugar dos veces en Stuttgart, el noveno lugar en Königs Wusterhausen y el tercer lugar en Berlín. En el campeonato alemán, el equipo Behlen/Krohn terminó noveno.
Melanie Gernert volvió a ser pareja de Krohn desde 2022, con quien ganó el primer torneo del German Beach Tour en Düsseldorf y se quedó con el tercer puesto en el segundo torneo. Éxitos también se celebraron en Múnich con el tercer puesto, en Fehmarn con el primer puesto, en Bremen con el segundo puesto y en Berlín con el tercer puesto. El equipo Gernert/Krohn terminó quinto en el campeonato alemán.

## Vida personal
Krohn ha completado con éxito una licenciatura en educación. Está casada con Björn Domroese. En 2012/13 sobrevivió al cáncer de mama.